# Трусы (посёлок)
Трусы — посёлок в Покровском районе Орловской области России. Входит в состав Дросковского сельского поселения.

## География
Посёлок находится в юго-восточной части Орловской области, в лесостепной зоне, в пределах центральной части Среднерусской возвышенности, юго-восточнее посёлка Орлы и севернее посёлка Красный у слияния двух ручьёв.

### Климат
Климат умеренно континентальный, с умеренно холодной зимой и относительно тёплым летом. Среднегодовая температура воздуха — 4,2 °C. Средняя многолетняя температура самого холодного месяца (января) составляет −10,3 °С (абсолютный минимум — −38 °C), средняя температура самого тёплого (июля) — 18,5 °С (абсолютный максимум — 36 °C). Безморозный период длится около 140 дней. Среднегодовое количество осадков составляет 537 мм, из которых большая часть выпадает в тёплый период. Устойчивый снежный покров сохраняется в течение 126 дней.

## Население
| 2010 |
| ---- |
| 0    |

## Инфраструктура
Личное подсобное хозяйство с зоной сельскохозяйственного использования, индивидуальная застройка усадебного типа.

## Транспорт
Восточнее посёлка проходит просёлочная дорога, выходящая на автомобильную трассу Р-119.